# Хвойка (деревня)
Хвойка (бел. Хвойка) — деревня в Морохоровском сельсовете Житковичского района Гомельской области Белоруссии.
Кругом лес.

## Административное устройство
До 11 января 2023 года входила в состав Дяковичского сельсовета. В связи с объединением Морохоровского и Дяковичского сельсоветов Житковичского района Гомельской области в одну административно-территориальную единицу — Морохоровский сельсовет, включена в состав Морохоровского сельсовета.

## География

### Расположение
В 61 км на северо-восток от Житковичей, 36 км от железнодорожной станции Старушки (на линии Лунинец — Калинковичи), 294 км от Гомеля.

## Транспортная сеть
Рядом автодорога Морохорово — Любань. Планировка состоит из чуть изогнутой, близкой к меридиональной ориентации улицы, к которой с запада присоединяются 2 прямолинейные улицы. Застройка двусторонняя, деревянная, усадебного типа.

## История
Основана в начале XX века. В 1908 году урочище в Дяковичской волости Мозырского уезда. В 1931 году организован колхоз «Новое Полесье». В 1930-х годах в деревню переселены жители близлежащих хуторов. Во время Великой Отечественной войны в марте 1943 года немецкие оккупанты сожгли деревню и убили 9 жителей. В боях около деревни в 1944 году погибли 22 советских солдата и партизана (похоронены в братской могиле на западной окраине). 41 житель погиб на фронтах. Согласно переписи 1959 года в составе колхоза «Октябрь» (центр — деревня Дяковичи). Действуют клуб, начальная школа, библиотека.

## Население

### Численность
- 2004 год — 93 хозяйства, 228 жителей.

### Динамика
- 1908 год — 3 двора, 20 жителей.
- 1917 год — 45 жителей.
- 1940 год — 96 дворов 480 жителей.
- 1959 год — 493 жителя (согласно переписи).
- 2004 год — 93 хозяйства, 228 жителей.